# آراهیتوگامی
آراهیتوگامی (به ژاپنی: 現人神 Arahitogami) یک کلمه به زبان ژاپنی است به معنی کامی (یا الوهیت) که یک انسان است. این کلمه برای نخستین بار در نیهون‌شوکی (۷۲۰) میلادی پدیدار شد در سخنان یاماتو تاکه‌رو که می‌گوید «من پسر یک آراهیتوگامی هستم.»
در سال ۱۹۴۶ به درخواست فرماندهی عالی نیروهای متفقین امپراتور هیروهیتو در اعلامیه‌ای اعلام کرد که او هرگز آکیتسومیکامی (現 御 神)، الوهیت به شکل انسانی نبوده و ادعا کرد که رابطه وی با مردم به چنین ایده اسطوره‌ای متکی نیست بلکه به تکیه به یک خانواده مانند دارد که از نظر تاریخی توسعه یافته‌است.